# Луисеньо

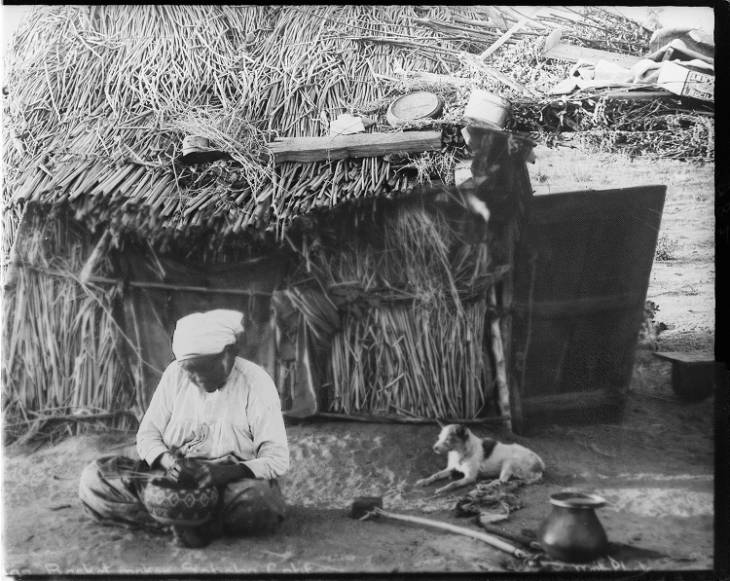
Женщина из народа луисеньо

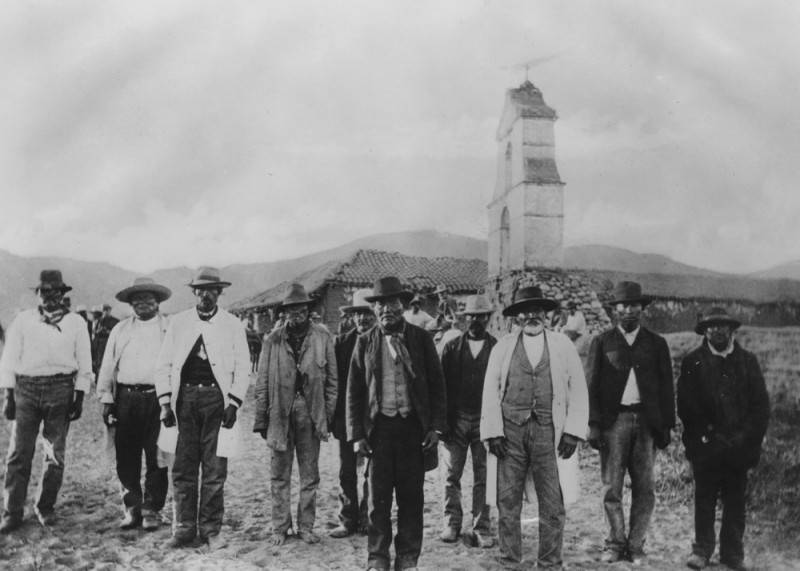
Группа мужчин народа луисеньо в резервации Пала

Луисеньо (англ. Luiseño) — индейский народ в США, коренные жители штата Калифорния. Сегодня в южной части штата существует шесть признанных на федеральном уровне индейских резерваций народа.

## Название
Название народа происходит от названия испанской миссии Сан-Луис-Рей-де-Франсиа, которая располагалась недалеко от современного города Ошенсайд и была основана в 1798 году. После учреждения миссии испанцы стали называть местных индейцев сан-луисеньос, а позже просто луисеньос, из-за их близости к этой миссии. Самоназвание народа — пайомкавичум (также пишется пайомковишум), что означает «Люди Запада».
Иногда, вместе с другими калифорнийскими индейскими племенами, связанными с испанскими миссиями, именовались под общим названием индейцы миссий.

## Язык
Язык луисеньо относится к купанской группе такийских языков, входящей в большую Юто-ацтекскую семью языков. На этом языке ныне говорят от 30 до 40 человек. В некоторых независимых группах отдельные лица изучают язык, собираются материалы по сохранению языка, а певцы поют традиционные песни на языке луисеньо. Пабло Так, родившийся в Сан-Луис-Рей в 1822 году, изучая латинскую грамматику и испанский язык, разработал письменную форму языка луисеньо. В дальнейшем большой вклад в изучение языка внёс живший среди луисеньо американский предприниматель Филипп Спаркмен.

## Население
В 1920-х годах Алфред Луис Крёбер оценивал доконтактную численность луисеньо, включая хуаненьо, в 4000 человек. Историк Рэймонд Уайт в своей работе 1960-х годов предложил историческое население в 10 000 человек. Управление США по делам индейцев насчитало более 2500 человек в 1856 году; 1300 в 1870 году; 1150 в 1885 году. В 2010 году общее число луисеньо составляло 5067 человек.

## Резервации
| Название       | Год основания | Численность населения (2019) | Площадь (км²) | Округа    |
| -------------- | ------------- | ---------------------------- | ------------- | --------- |
| Ла-Хойя        | 1875          | 484                          | 34,96         | Сан-Диего |
| Пала           | 1875          | 1117                         | 56,18         | Сан-Диего |
| Паума-энд-Юима | 1893          | 231                          | 24,25         | Сан-Диего |
| Печанга        | 1882          | 361                          | 18,22         | Риверсайд |
| Ринкон         | 1875          | 877                          | 18,71         | Сан-Диего |
| Собоба         | 1883          | 379                          | 31,63         | Риверсайд |